# Sécurité énergétique

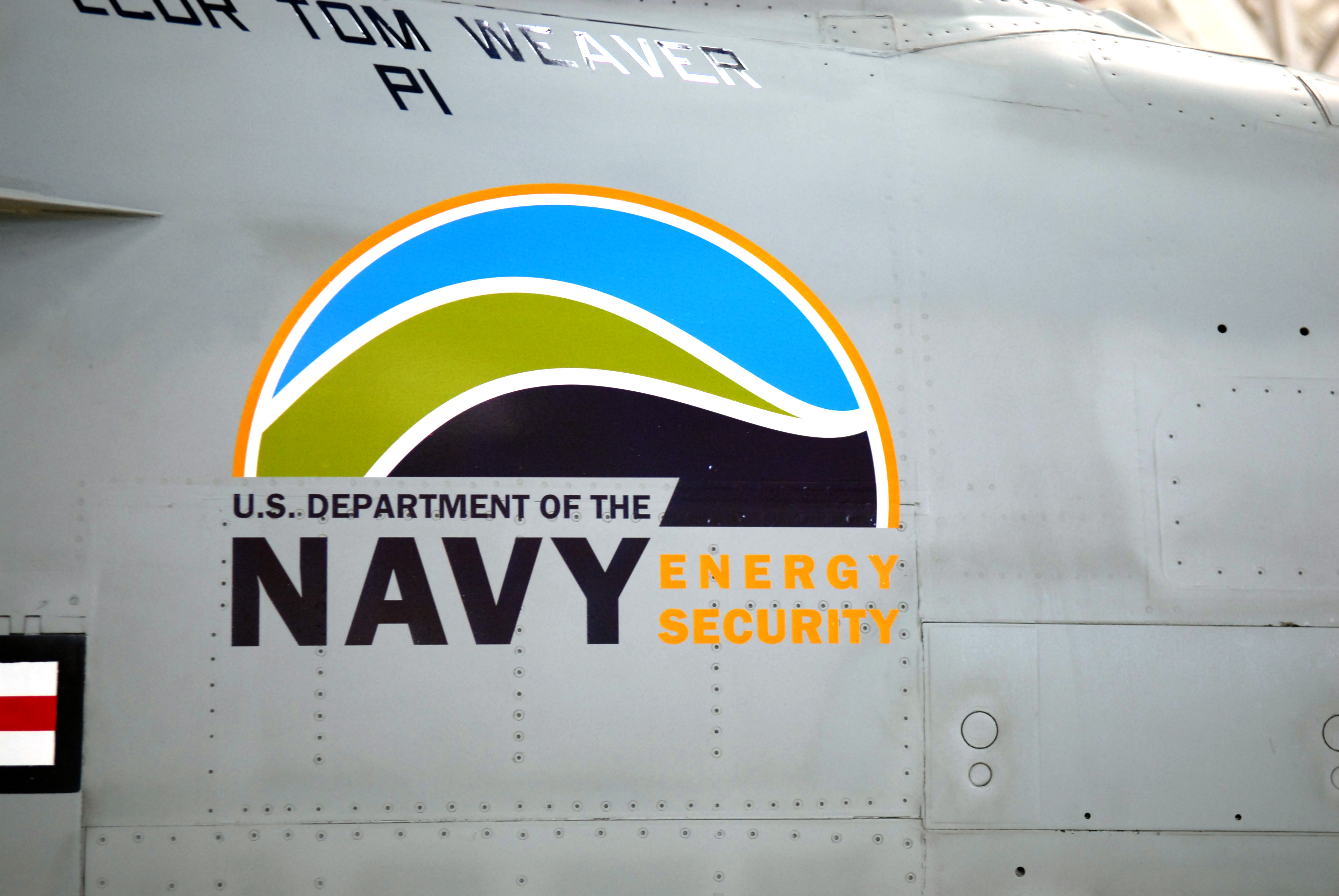
Un Boeing F/A-18 Super Hornet de l'US Navy affichant un logo "Energy Security".

La sécurité énergétique est l'association entre la sécurité nationale et la disponibilité des ressources naturelles pour la consommation d'énergie. L'accès à une énergie (relativement) bon marché est devenu essentiel au fonctionnement des économies modernes. Cependant, la répartition inégale des approvisionnements énergétiques entre les pays conduit à des vulnérabilités importantes. Les relations énergétiques entre les nations ont contribué à la mondialisation, ce qui peut permettre à la fois — en fonction du contexte et des acteurs — la sécurité énergétique et la vulnérabilité énergétique. 
Les énergies renouvelables et les mesures d'efficacité énergétique et de transition énergétique peuvent prendre place sur de vastes zones géographiques, contrairement à d'autres sources d'énergie qui sont elles concentrées dans un nombre limité de pays. Le déploiement rapide des énergies renouvelables et de l'efficacité énergétique, couplé à la diversification technologique des sources d'énergie, se traduit par une meilleure sécurité énergétique et présente des avantages économiques importants.

## Menaces
Le monde moderne repose sur un vaste approvisionnement énergétique pour tout alimenter, des transports aux communications, en passant par les services de sécurité et les systèmes de santé. L'expert du pic pétrolier Michael Ruppert affirme que pour chaque calorie de nourriture produite dans le monde industriel, dix calories d'énergie pétrolière et gazière sont investies sous forme d'engrais, de pesticides, d'emballages, de transport et de fonctionnement de l'équipement agricole. L'énergie joue un rôle important dans la sécurité nationale d'un pays donné en tant que carburant pour alimenter le moteur économique. Certains secteurs dépendent davantage de l'énergie que d'autres : par exemple, le ministère de la Défense des Etats-Unis dépend du pétrole pour environ 77 % de ses besoins énergétiques. Les menaces à la sécurité énergétique comprennent l'instabilité politique de plusieurs pays producteurs d'énergie, la manipulation des approvisionnements énergétiques (notamment par des pays étrangers pour le pétrole), la concurrence pour les sources d'énergie ou encore les attaques contre les infrastructures d'approvisionnement. Des accidents, catastrophes naturelles ou le terrorisme peuvent également en être responsables.
Les approvisionnements étrangers en pétrole sont vulnérables aux perturbations artificielles dues à des conflits internes, aux intérêts des exportateurs et aux acteurs non étatiques ciblant l'approvisionnement et le transport des ressources pétrolières. L'instabilité politique et économique causée par la guerre ou d'autres facteurs tels que les grèves peuvent également empêcher le bon fonctionnement de l'industrie énergétique dans un pays fournisseur. Par exemple, la nationalisation du pétrole au Venezuela dans les années 2000 déclenche des grèves et des manifestations à la suite desquelles les taux de production de pétrole du pays diminuent fortement pendant des années. 
Les exportateurs peuvent aussi avoir des incitations politiques ou économiques à limiter leurs ventes à l'étranger ou à perturber la chaîne d'approvisionnement. Depuis la nationalisation du pétrole par le Venezuela, l'anti-américain Hugo Cháve menace plus d'une fois de couper l'approvisionnement des États-Unis. L'embargo pétrolier de 1973 contre les États-Unis est un exemple historique dans lequel l'approvisionnement en pétrole des États-Unis est coupé en raison du soutien américain à Israël pendant la guerre du Kippour. 
Il est également possible de faire pression lors des négociations économiques, comme lors du conflit énergétique Russie-Biélorussie en 2007. Les attaques terroristes visant des installations pétrolières, des pipelines, des pétroliers, des raffineries et des champs de pétrole sont si courantes qu'elles sont qualifiées de « risques industriels ». L'infrastructure de production de la ressource est ainsi extrêmement vulnérable au sabotage. L'un des pires risques pour le transport du pétrole est l'exposition des cinq points d'étranglement océaniques, comme le détroit d'Ormuz sous contrôle iranien. Anthony Cordesman, chercheur au Center for Strategic and International Studies à Washington, DC, met par exemple en garde en 2006 : " Il ne faudra peut-être qu'une seule attaque asymétrique ou conventionnelle contre un champ pétrolier saoudien de Ghawar ou des pétroliers dans le détroit d'Ormuz pour plonger le marché dans une spirale".
De nouvelles menaces pour la sécurité énergétique sont apparues sous la forme d'une concurrence mondiale accrue pour les ressources énergétiques en raison de l'accélération de l'industrialisation dans des pays comme l'Inde et la Chine, ainsi qu'en conséquence des enjeux du réchauffement climatique. Une concurrence accrue sur les ressources énergétiques peut également conduire à la formation de pactes de sécurité pour permettre une répartition équitable du pétrole et du gaz entre les grandes puissances. Cependant, cela peut se produire au détriment des économies moins développées. Le Groupe des Cinq, précurseur du G8, s'est réuni pour la première fois en 1975 pour coordonner les politiques économiques et énergétiques à la suite du premier choc pétrolier de 1973, d'une hausse de l'inflation et d'un ralentissement économique mondial. Lors du sommet de l'OTAN à Bucarest en 2008, il est évoqué d'utiliser l'alliance militaire « comme instrument de sécurité énergétique ». L'une des possibilités consiste à placer des troupes dans la région du Caucase pour surveiller les oléoducs et les gazoducs.

## Sécurité à long terme
Les mesures à long terme visant à accroître la sécurité énergétique se concentrent sur la réduction de la dépendance à l'égard de toute source d'énergie importée, l'augmentation du nombre de fournisseurs, l'exploitation de combustibles fossiles ou d'énergies renouvelables sur son propre territoire et la réduction de la demande globale grâce à des mesures d'économies d'énergie. Cela peut également impliquer la conclusion d'accords internationaux pour étayer les relations commerciales internationales dans le domaine de l'énergie, tels que le traité de la charte sur l'énergie en Europe. 
L'impact du premier choc pétrolier et l'émergence du cartel de l'OPEP est une étape cruciale ayant incité certains pays à accroître leur sécurité énergétique. Le Japon, presque totalement dépendant du pétrole importé, a ainsi progressivement introduit l'utilisation du gaz naturel, de l'énergie nucléaire, des transports en commun à grande vitesse et a mis en œuvre des mesures d'économie d'énergie. Le Royaume-Uni commence quant à lui à exploiter les régions pétrolifières en mer du Nord et est devenu un exportateur net d'énergie dans les années 2000.
Dans d'autres pays, la sécurité énergétique reste une priorité moindre. Les États-Unis, par exemple, ont continué d'accroître leur dépendance vis-à-vis du pétrole importé même si, à la suite de la hausse des prix du pétrole depuis 2003, le développement des biocarburants a été suggéré comme moyen d'y remédier.
L'augmentation de la sécurité énergétique est également l'une des raisons du blocage du développement des importations de gaz naturel en Suède. Un investissement plus important dans les technologies d'énergie renouvelable natives et la conservation de l'énergie est envisagé à la place. L'Inde a essayé de grandement développer son pétrole domestique pour diminuer sa dépendance à l'OPEP, tandis que l'Islande prévoit de devenir indépendante énergétiquement d'ici 2050 en déployant des énergies 100% renouvelables.

## Sécurité à court terme

### Pétrole

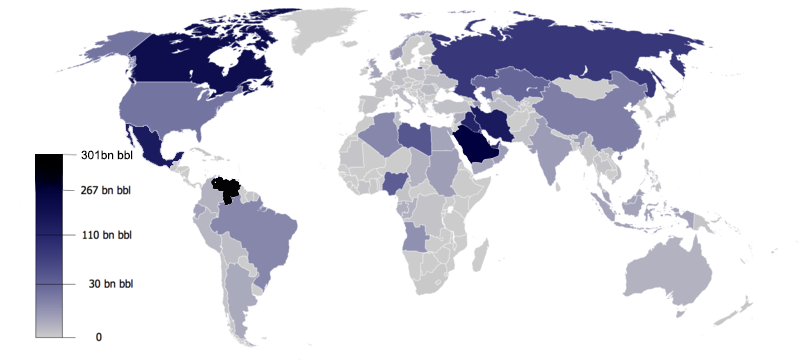
Réserves pétrolières mondiales selon l'OPEP en 2013.

Avec tous les puits de pétrole situés dans le monde, la sécurité énergétique est devenue un enjeu majeur pour assurer la sécurité du pétrole récolté. Au Moyen-Orient, les gisements de pétrole deviennent les principales cibles du sabotage en raison de la forte dépendance des pays au pétrole. De nombreux pays détiennent des réserves stratégiques de pétrole comme tampon contre les impacts économiques et politiques d'une crise énergétique. Les 28 membres de l'Agence internationale de l'énergie détiennent par exemple au moins 90 jours de leurs importations de pétrole,.
La valeur de ces réserves a été démontrée par l'absence relative de perturbations causées par le conflit énergétique russo-biélorusse de 2007, lorsque la Russie a indirectement fortement réduit ses exportations vers plusieurs pays de l'Union européenne.

### Gaz naturel

Liste des pays par réserves de gaz naturel prouvées, d'après The World Factbook, 2014.

Par rapport au pétrole, la dépendance à l'égard du gaz naturel importé crée de plus importantes vulnérabilités à court terme. Les conflits gaziers entre l'Ukraine et la Russie de 2006 et 2009 en sont des exemples frappants. De nombreux pays européens ont alors connu une baisse immédiate de l'approvisionnement en gaz russe lors de ce conflit gazier russo-ukrainien,.
Constitué majoritairement de méthane, le gaz naturel est produit selon deux méthodes : biogénique et thermogénique. Le gaz biogénique provient d' organismes méthanogènes situés dans les marais et les décharges, tandis que le gaz thermogénique provient de la décomposition anaérobie de la matière organique profondément sous la surface de la Terre. La Russie, États-Unis et l'Arabie saoudite sont les trois premiers pays producteurs.
L'un des plus gros problèmes auxquels sont actuellement confrontés les fournisseurs de gaz naturel est la capacité de le stocker et de le transporter. Avec sa faible densité, il est difficile de construire suffisamment de pipelines en Amérique du Nord pour transporter suffisamment de gaz naturel pour répondre à la demande. Ces pipelines atteignent presque leur capacité et même à pleine capacité, ils ne produisent pas la quantité de gaz nécessaire.[réf. nécessaire]
Dans l'Union européenne, la sécurité d'approvisionnement en gaz est protégée par le règlement 2017/1938 du 25 octobre 2017, qui concerne les « mesures de sauvegarde de la sécurité d'approvisionnement en gaz » et a pris la place du précédent règlement 994/2010 sur le même sujet. La politique de l'UE repose sur un certain nombre de groupements régionaux, un réseau d'évaluations communes des risques de sécurité gazière et un « mécanisme de solidarité », qui serait activé en cas de crise importante de l'approvisionnement en gaz.
Un accord bilatéral de solidarité est aussi signé entre l'Allemagne et le Danemark le 14 décembre 2020.
Le projet d'accord de commerce et de coopération entre le Royaume-Uni et l'UE "prévoit un nouvel ensemble de dispositions pour une coopération technique étendue ... en particulier en ce qui concerne la sécurité d'approvisionnement".

### Énergie nucléaire

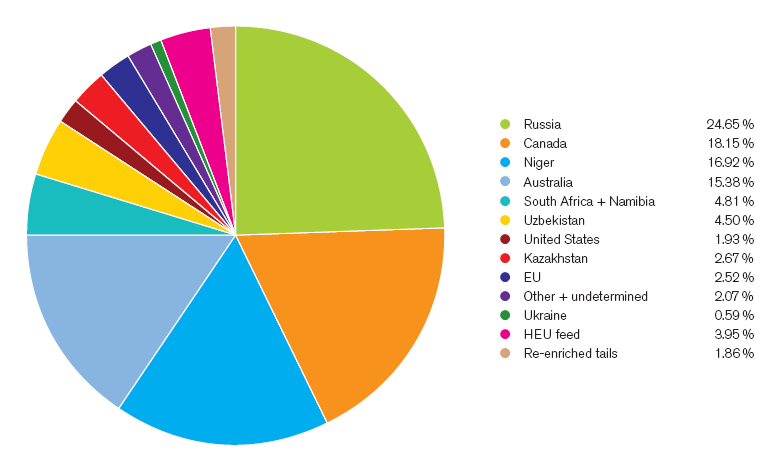
Sources de l'uranium livré à l'Union européenne en 2007, d'après le rapport de l'Agence d'approvisionnement d'Euratom.

L'uranium pour l'énergie nucléaire est extrait et enrichi dans des pays divers et « stables ». Il s'agit notamment du Canada (23 % du total mondial en 2007), de l'Australie (21 %), du Kazakhstan (16 %) et de plus de 10 autres pays. L'uranium est extrait et le carburant est fabriqué bien avant les besoins. Le combustible nucléaire est considéré par certains comme une source d'énergie relativement fiable, étant plus répandu dans la croûte terrestre que l'étain, le mercure ou l'argent, bien qu'il existe un débat sur le moment d'un pic de l'uranium.
L'énergie nucléaire réduit les émissions dioxyde de carbone. Elle reste controversée en raison des risques qui y sont associés et de la gestion des déchets produits. Un autre facteur dans le débat sur l'énergie nucléaire est que de nombreuses personnes ou entreprises ne veulent tout simplement pas de centrale nucléaire ou de déchets radioactifs à proximité d'eux.
En 2012, l'énergie nucléaire fournit 13 % de l'électricité mondiale totale contre 10 % en 2021. 

### Énergie renouvelable
Le déploiement d'énergies renouvelables augmente généralement la diversité des sources d'électricité et, par la production locale, contribue à la flexibilité du système et à sa résistance aux chocs. Pour les pays où la dépendance croissante à l'égard du gaz importé est un problème de sécurité énergétique important, les énergies renouvelables peuvent fournir des sources alternatives d'énergie électrique ainsi que déplacer la demande d'électricité grâce à la production directe de chaleur. Les biocarburants renouvelables pour les transports représentent aussi une source essentielle de diversification par rapport aux produits pétroliers.
De nouveaux types d'énergie, notamment solaire, géothermique, hydroélectrique et éolienne, permettent ainsi de réaliser une transition alors que les énergies fossiles viennent à s'épuiser ou doivent être limitées en raison du réchauffement climatique. Par exemple, la quantité d'énergie solaire qui frappe la Terre en une heure est en théorie suffisante pour fournir de l'énergie au monde entier en un an. Avec l'ajout de panneaux solaires dans le monde entier, la nécessité de produire plus de pétrole est un peu moins sollicitée.